# Le Val-d'Ajol
Le Val-d'Ajol is een gemeente in het Franse departement Vosges in de regio Grand Est en telt 4452 inwoners (1999). De bewoners worden Ajolais genoemd.

## Geschiedenis
Op 16 december 1869 werd de gemeente Girmont-Val-d'Ajol afgescheiden. Beide gemeenten maakten deel uit van het kanton Plombières-les-Bains totdat dat op 22 maart 2015 werd samengevoegd met de kantons Bains-les-Bains en Xertigny tot het huidige kanton Le Val-d'Ajol. Alle gemeenten in de genoemde kantons maken uit van het arrondissement Épinal.

## Geografie
De oppervlakte van Le Val-d'Ajol bedraagt 73,33 km². Le Val d'Ajol beslaat 3640 hectare bos en de gemeente telt een tachtigtal gehuchten. De bevolkingsdichtheid is 61,2 inwoners per km². De gemeente ligt in de zuidelijke Vogezen en beslaat het brede dal van de Combeauté die ontspringt in de naburige gemeente Girmont-Val-d'Ajol. De Combeauté is een zijrivier van de Saône.
De onderstaande kaart toont de ligging van Le Val-d'Ajol met de belangrijkste infrastructuur en aangrenzende gemeenten.

## Demografie
Onderstaande figuur toont het verloop van het inwonertal (bron: INSEE-tellingen).